# بيرتل أندرسون
بيرتل أندرسون (بالسويدية: Bertil Andersson)‏ هو عالم كيمياء حيوية سويدي، ولد في 1948.